# 陳兆愷
陳兆愷，大紫荊勳賢（1948年10月21日—），香港終審法院非常任法官。1997年至2000年曾任香港高等法院首席法官。

## 早年生活及教育
陳兆愷1948年出生於香港，1953年考入敦梅學校幼稚園部，1959年入讀香港華仁書院（小學部）小五年級。中學時期就讀於耶穌會開辦的香港華仁書院（1961年入學，與前中央政策組成員、邵友保之子邵公全為同屆同學）。後就讀於香港大學，1974年以二級榮譽甲等成績取得法學士學位。

## 司法生涯
1987年至1991年，他獲出任地區法院法官。1992年出任高等法院法官。1997年獲委任為高等法院首席法官，為首位本地大學畢業生擔任此職。2000年獲推薦為終審法院常任法官。2013年4月8日，港府宣佈行政長官梁振英接納司法人員推薦委員會的建議，委任陳兆愷於同年10月21日出任終審法院非常任法官，其空缺將由高等法院上訴庭法官霍兆剛出任。

## 三權分立相關文件被教育局刪除
教育局網站曾經載有終審法院法官陳兆愷在2011年所撰寫的簡報《基本法、法治與香港的優勢》，文件當中的「法治作為一種制度」章節，列出了「權力分立（或稱三權）」，解釋政府的職能可由立法、行政及司法機關執行各別的功能，又指機關的設置能避免權力集中和權力濫用。相關文件在2020年8月香港特區政府推翻自1997年提述的「香港三權分立」的法治基礎後隨即被教育局從網站刪除。

## 資料來源
1. ↑  . 2017-04-06. （原始内容存档于2017-04-10） （中文）.
2. ↑  . 華僑日報. 1953-08-23: 7  [2023-05-07] （中文）.
3. ↑  . 華僑日報. 1959-05-16: 13  [2023-06-25].
4. 1 2  . 香港工商日報. 1961-07-29: 10  [2023-09-24].
5. ↑  . 華僑日報. 1974-11-03: 14  [2024-07-28] （中文（繁體））.
6. ↑   (PDF). 教育局. 2011-12-08  [2020-09-10]. （原始内容 (PDF)存档于2018-10-13） （中文）.
7. ↑  . 立場新聞. 2020-08-31. （原始内容存档于2020-09-01） （中文（香港））.